# Luperina armoricana
Luperina armoricana är en fjärilsart som beskrevs av Charles Boursin 1964. Luperina armoricana ingår i släktet Luperina och familjen nattflyn. Inga underarter finns listade i Catalogue of Life.